# Elvira Farreras
Elvira Farreras y Valentí (Barcelona, 1913 - Barcelona, 27 de marzo de 2005) fue una escritora española, dedicada a la poesía y al ensayo, considerada una de las mejores cronistas del barrio barcelonés del Putxet. El año 1998 recibió la Medalla de Honor de Barcelona. Fue hermana del médico Pere Farreras y Valentí.
El 26 de marzo de 2013 en el pleno del Distrito de Sarriá-Sant Gervasi aprobó, por unanimidad, rendirle homenaje dedicándole, a petición de la Asociación de Vecinos y Amigos del Putxet, uno de los espacios de los Jardines del Putxet, adyacente a las calles de Manacor y de Monegal. El 1 de junio del mismo año se inauguraron oficialmente los Jardines de Elvira Farreras.

## Obras
- El Putxet. Memòries d'un paradís perdut (1981, reeditado 1994)
- Gal·la Placídia, la reina trista de Barcelona (2001)